# Lamourouxia canaliculata
Lamourouxia canaliculata är en mossdjursart som beskrevs av Jean-Loup d'Hondt och Gordon 1999. Lamourouxia canaliculata ingår i släktet Lamourouxia och familjen Calloporidae. Inga underarter finns listade i Catalogue of Life.